# Шапихский сельсовет
Шапихский сельсовет — административно-территориальная единица и муниципальное образование со статусом сельского поселения в Цунтинском районе Дагестана Российской Федерации.
Административный центр — село Шапих.

## Население
| 2002  | 2010  | 2012  | 2013  | 2014  | 2015  | 2016  |
| ----- | ----- | ----- | ----- | ----- | ----- | ----- |
| 1209  | ↗1249 | ↗1257 | ↗1277 | ↗1318 | ↗1353 | ↗1393 |
| 2017  | 2018  | 2019  | 2020  | 2021  | 2023  | 2024  |
| ↗1412 | ↗1424 | ↗1442 | ↗1468 | ↘1232 | ↗1242 | ↗1247 |

## Состав
| № | Населённый пункт | Тип населённого пункта       | Население |
| - | ---------------- | ---------------------------- | --------- |
| 1 | Китлярта         | село                         | ↗254      |
| 2 | Халах            | село                         | ↗32       |
| 3 | Хутрах           | село                         | ↘546      |
| 4 | Цицимах          | село                         | ↘52       |
| 5 | Шапих            | село, административный центр | ↗348      |